# Museo casa de la independencia
Il Museo Casa de la Independencia è un museo statale situato ad Asunción, capitale del Paraguay. È situato nell'edificio che ospitò alcuni dei protagonisti dell'indipendenza del paese sudamericano come Pedro Juan Caballero e Fulgencio Yegros e nella quale si ritrovarono i patrioti che, nella notte del 14 maggio 1811, rovesciarono il governo coloniale spagnolo.

## Storia
La casa fu costruita dal colono spagnolo Antonio Martínez Sáenz e dalla moglie Petrona Caballero nel 1772. Questa piccola abitazione costruita in mattoni, legno di palma e sormontata da un tetto di paglia entrò nella storia del Paraguay quando, una volta ereditata dai figli della coppia, diventò un luogo di riunioni clandestine di indipendentisti. Tra di essi figura il capitano Pedro Juan Caballero, cugino dei Martínez, Juana María de Lara, Juana María de Lara, Fulgencio Yegros e Mariano Recalde.
Dal corridoio retrostante la casa, secondo quanto riportato dalle cronache, uscirono i patrioti che, nella notte del 14 maggio 1811, senza colpo ferire, costrinsero il governatore spagnolo Bernardo de Velazco ad accettare l'associazione al governo dell'Intendenza del Paraguay delle figure di José Gaspar Rodríguez de Francia e del capitano Juan Valeriano Zevallos.
Nell'aprile 1849, durante la presidenza di Carlos Antonio López, la strada antistante la casa fu ribattezzata 14 de Mayo in omaggio all'indipendenza del paese. L'edificio fu acquistato dallo stato paraguaiano nel 1943 e otto anni dopo fu proclamato monumento storico nazionale. Dopo anni di abbandono nel 1965 fu salvato da un'eventuale demolizione, recuperato e trasformato in museo.

## Descrizione
Il museo ospita al suo interno una raccolta di documenti, ritratti e cimeli appartenuti ai protagonisti dell'indipendenza del paese o ai loro parenti. È costituito da cinque sale ed un salone disposte intorno ad un patio. All'ingresso del museo, un murale di ceramica realizzato da José Laterza Parodi mostra una veduta dell'Asunción del 1811.